# الشهرة (مسلسل)
الشهرة مسلسل درامي مصري، عُرض في رمضان 2014، من بطولة عمرو دياب، وبشرى وأحمد فهمي وإدوارد ومحمد لطفي وأمينة خليل، وإخراج أحمد نادر جلال، وإنتاج تامر مرسي.

## القصة
تدور أحداثه حول مطرب شهير، لديه طفلان، يعيش حياة هادئة مليئة بالنجاحات الكبيرة وأثناء احتفاله بعيد ميلاده بفيلته بالغردقة تُقتل إحدى الفتيات المتواجدات في الحفل ونظرا لوجود علاقة صداقة وطيدة بين نجم الغناء الشهير وبين القتيلة قبل قتلها يكون هو أول المتهمين في هذه الجريمة، حيث تظهر هذه القضية للرأى العام ويكلف وزير الداخلية أحد ضباط الوزارة البارزين بالكشف عن ملابسات القضية، ونظرا لوجود حقد دفين وغيرة من أحد الضابط ويجسد هذا الدور النجم شريف منير، الذي يسعى لإثبات الأدلة على النجم الشهير حتى يتورط في الجريمة ويحكم عليه بالفعل بالسجن المؤبد، ويبدأ بعدها النجم الشهير رحلة البحث عن براءته.

## بطولة
- عمرو دياب
- مايا دياب
- حسين فهمي
- عزت أبو عوف
- محمد لطفي
- بشرى
- إدوارد
- هاني رمزي
- شريف منير
- نضال الشافعي
- منة شلبي
- لطفي لبيب
- رامز أمير
- أمينة خليل
- أحمد فهمي
- سارة سلامة